# Индијска пустињска мачка
Индијска пустињска мачка (Felis lybica ornata), позната и као Азијска степска дивља мачка и Азијска мачка, је азијска дивља мачка класификована или као подврста афричке дивље мачке [Афричка дивља мачка|афричка подврста дивље мачке]] или шумске мачке или као сопствена врста. Станиште индијске пустињске мачке се распростире на површини од источног Каспијског мора сјеверно до Казахстана, у западну Индију, западну Кину и јужну Монголију.  Не постоје информације о тренутном статусу или броју примјерака азијске дивље мачке у цјелини, али се сматра да популације опадају. Статус индијске пустињске мачке је угрожен, између осталог, и укрштањем са домаћом мачком (Felis catus)
За разлику од својих најближих рођака, пустињска мачка није пругаста, већ шарена. Пјешчана или сива основна боја крзна служи као заштитна боја у пустињама и другим стаништима. Пустињска мачка живи сама и лови углавном глодаре и зечеве. Супротно ономе што се раније мислило, оријенталне домаће мачке не потичу од припитомљених пустињских мачака.

## Таксономије
Felis ornata (транск. Фелис орната) је научно име које је користио Џон Едвард Греј у раним 1830их као натпис за илустрацију индијске дивље мачке из колекције Томаса Хардвика (Илустрацијама индијске зоологије). У наредним годинама, неколико природњака описало је уочене зоолошке узорке дивљих мачака из азијских земаља и предложило имена, укључујући сљедеће:
- Chaus caudatus од Џон Едвард Греја у 1874 је кожа и лобања из Бухарске области у Узбекистану.[10]
- Felis shawiana Вилијам Томас Бланфорда 1876. године била је блиједа дивља мачка из Јарканда у Синђангу, западна Кина.[11]
- Felis (Felis) kozlovi Константина Сатунина 1904. године била је дивља мачка из оазе у Турпанској низији у западној Кини.[12]
- Felis (Felis) murgabensis и Felis (Felis) matschiei Лудвига Зуковског 1914. године били су дивље мачке коже и лобање из ријеке Мургаб у Авганистану и Геок Тепе у Туркменистану, респективно.[13]
- Felis ornata nesterovi Алексеја Бируље 1916. године била је женска дивља мачка из Доње Мезопотамије.[14]
- Felis ornata issikulensis Сергеј Огњев 1930. године била је кожа и лобања мушке дивље мачке са југозападне обале језера Исик Кул у Киргистану.[15]

Четрдесетих година прошлог вијека, Реџиналд Инес Покок прегледао је колекцију коже и лобања дивљих мачака у Природословном музеју у Лондону и подредио све уочене примјерке дивљих мачака Фелис либика, тврдећи да се величина лобања и зуба не разликује од оних из афричких земаља. 
Било је конфликтних резултата истраживања о односу између дивљих мачака, вјероватно због релативно недавне дивергенције различитих врста или подврста у еволуцији дивљих мачака. Поред тога, различите дивље мачке могу се укрштати једна са другом и са домаћом мачком (Felis catus). Индијска пустињска мачка је у прошлости парила са кинеском пустињском мачком (Felis bieti), а данас са домаћом мачком. Поред тога, могуће је да индијска пустињска мачка природно парила са подврстом шумских мачака Felis silvestris caucasica, али за то нема генетских доказа.
Данас разни истраживачи класификују пустињску мачку као подврсту афричке дивље мачке Felis lybica ornata, подврсту шумске мачке Felis silvestris ornata или сопствену врсту, Felis ornatahttps://pubmed.ncbi.nlm.nih.gov/34162544/ Yu, He et al.: Genomic evidence for the Chinese mountain cat as a wildcat conspecific (Felis silvestris bieti) and its introgression to domestic cats. Science Advances, 23.6.2021, 7. vsk, nro 26, s. eabg0221. American Association for the Advancement of Science.</ref> Према Међународној унији за заштиту природе (МУЗП), индијска пустињска мачка је једна од три подврсте афричке дивље мачке.

## Карактеристике
Крзно индијске пустињске мачке је свијетло пјешчане боје са малим заобљеним тачкама на горњем дијелу тијела. Ове тачке су чврсте и оштро дефинисане, и не јављају се у кластерима. Мрље на грудима и абдомену су много веће и замагљеније него на леђима и обично не формирају попречне редове или пруге на трупу. Његове боје и обрасци се веома разликују. Длаке дуж кичме су обично тамније, формирајући тамно сиву, браонкасту или окер траку. Горње усне и капци су свијетли, блиједо жуто-бијели. Подручје лица је интензивне сиве боје, док је врх главе прекривен тамно сивим капутом. Код неких појединаца, чело је прекривено густим гроздовима смеђих мрља. Уска, тамно смеђа пруга протеже се од угла ока до базе уха. Доњи врат, грло, врат и регија између предњих ногу су лишени тачака или само са нејасним тачкама. Тијело је беспрекорно и бјеличасто испод. Бутине су изразито пругасте. Доња страна је бјеличаста, са свијетло сивом, кремастом или блиједо жутом нијансом. Уши пустињске мачке су средње величине и исте боје као и тијело, а на врховима ушију налазе се мале ресе. На челу су мале мрље, а на сваком образу су две црне пруге. На удовима су пруге, а табани су црни. Реп је дугачак и танак, црн на врху. Реп је шарен у подножју, али постаје пругасти према врху. Реп је углавном исте боје као и леђа, уз додатак тамне и уске пруге дуж горње двије трећине репа; изгледа танко, јер су длаке кратке и припијене. Врх репа је црн, са два до пет црних попречних прстенова изнад њега. Индијска пустињска мачка има дугачак, танак реп, увијек са кратким црним врхом и са тачкама у подножју. Крзно је одлична заштитна боја. Боја пустињске мачке варира у зависности од станишта: у пустињи је длака бледа, док су у влажнијим и шумовитим подручјима мрље израженије.
Чело има узорак од четири добро развијене црне траке. Мали, али изражени прамен косе дужине до једног центиметра расте од врха сваког уха. Блијеђи облици индијске пустињске мачке живе у сушнијим подручјима, а тамнији, јаче истакнути и пругасти облици јављају се у влажнијим и шумовитим подручјима. Грло и вентралне површине су бјеличасте до свијетло сиве до кремасте, често са јасним бијелим мрљама на грлу, грудима и стомаку. У свом распону длака индијске пустињске мачке је обично кратка, али дужина крзна може варирати у зависности од старости животиње и годишњег доба. Зимско крзно је мекше, пуније и тамније од летњег крзна.
У Пакистану и Индији, дивље мачке имају блиједо пјешчано жуте капуте, обиљежене малим тачкама које имају тенденцију да леже у вертикалним линијама низ дебло и бокове. Дивље мачке средње Азије имају више сивкасто-жуте или црвенкасте позадинске боје, изразито означене малим црним или црвено-смеђим пјегама. Мрље су понекад спојене у пруге, посебно у регионима Централне Азије источно од планина Тјен Шан.
Основна боја длаке пустињске мачке варира од пјешчане до пепељасте или камено сиве, са додатним црним или тамно смеђим мрљама. 
Индијска пустињска мачка тежи у просјеку око 3–4 кг, али њена тежина може варирати креће се од 2 кг до 7,7 кг. Мужјаци су углавном тежи и већи од женки. Ово је мачка мале величине, мања од, на примјер, шумске мачке. Тијело индијске пустињске мачке је дугачко 40,6–64 центиметра, а реп је 21,5–37,5 центиметара. Има дуже тијело и ноге од домаће мачке.
Мрље разликују пустињску мачку од других дивљих мачака, које су обично пругасте. На примјер, кинеска пустињска мачка иначе подсјећа на индијску пустињску мачку, али јој недостају тамне мрље. Међутим, разликовање пустињске мачке од кинеске пустињске мачке може бити тешко ако појединац има млаку боју.

## Распрострањеност и станиште
Индијска пустињска мачка живи у југо-западној и средњој Азији, Пакистану, Индији, Монголији и Кини. Кавказ је прелазна зона између европске дивље мачке на сјеверу и западу и азијске дивље мачке на југу и истоку. У овом региону, европска дивља мачка је присутна у планинској шуми, а азијска дивља мачка је присутна у нижим пустињским и полупустињским подручјима која граниче са Каспијским морем. Западна граница опсега је непозната, а информације о појави пустињске мачке у Турској и на Кавказу (Јерменија, Азербејџан и Грузија) су непотпуне. Индијске устињске мачке се такође могу наћи у Непалу. У Русији, индијска пустињска мачка се проширила на нова подручја на сјеверу, гдје се није појавила све до 1990-их година. Обично се јавља у непосредној близини извора воде, али је такође у стању да живи током цијеле године у пустињи без воде. Дубина сњега ограничава сјеверне границе станишта зими.
Распони станишта индијске пустињске мачке и афричке дивље мачке (Felis lybica lybica) сусрећу се у Ирану, можда и у Турској и Ираку. Граница између подручја дистрибуције пустињске мачке и шумске мачке је вјероватно у Турској и на Кавказу. Кинеске пустињске мачке сусреће се у Кини у Гансуу, можда и у Таџикистану.
Индијска пустињска мачка живи у различитим стаништима, укључујући степе, пустиње, планинске регије и умјерене шуме. Међутим, најтипичније станиште је скровиште јежа. Пустињска мачка се налази на надморским висинама између 2000 и 3000 м. у планинским подручјима са довољно густе вегетације. Огромне пустиње, густе шуме и дубоки сњег индијска пустињска мачака избјегава. Заиста, вјерује се да дубина зимског сњега одређује сјеверну границу њиховог станишта. Индустријска пустињска мачка обично живи близу воде, али такође успјева у сушнијим подручјима, гдје добија воду која јој је потребна од свог плијена. Такође се налази у близини вртова, пољопривредног земљишта и људских насеља.
У Ирану, индијска пустињска мачка је забиљежена у сушним равницама, бујним шумама, обалним подручјима и планинама, али не на екстремно великим надморским висинама и пустињама.
У Авганистану, азијска дивља мачка је забиљежена прије 1973. године у централним планинама Хазараџат и степском региону, у близини Шибар пролаза и града Херата и у провинцији Бамијан.
У Индији, индијска пустињска мачка настањује пустињу Тар и повезана је са пустињским грмљем. Године 1999. и даље је пријављено као уобичајено у раџастанским окрузима Биканер, Бармер, Џајсалмер, Пали и Нагаур. Само четири виђења су пријављена у пустињи Тар између 1999. и 2006. године. Забиљежено је у резервату за дивље животиње Наурадехи, у шумама Мадје Прадеш и около града Мирзапур-Виндхјачал.
У Пакистану се индијска пустињска мачка налази у сушним регионима у провинцији Синд.
Током 1990-их година, дивље мачке су пријављене уобичајене, а популације стабилне у низинама Казахстана. Изражен губитак домета је документован у Азербејџану.
У Кини, индијска пустињска мачка се настањује у Синђангу, Ћингхају, Гансуу, Нингсје, Шенсије и Унутрашњој Монголији. Записи из сјеверног Тибета, као и Сичуана, су упитни. Прије 1950. године, то је била најраспрострањенија мачка у Синђангу која је живјела дуж свих главних система слива и пустиње Такла Макан, али је касније ограничена само на три региона јужног Синђанга, наиме, Бајинголин Монголска аутономна префектура, Аксу и Хотан. Брзо опада у свом природном станишту у пустињском региону Синђанга у Кини углавном због прекомјерног лова везану за трговину крзном, праћеног смањењем станишта због узгоја, истраживања нафте и гаса и прекомјерне употребе пестицида.
- Мапа дистрибуције индијске пустињске мачке у Азији
- Распрострањеност подврста Felis lybica: Felis lybica lybica (смеђа), Felis lybica cafra (плава), Felis lybica ornata (свијетлозелена)

## Екологија и понашање
Индијске пустињске мачке се често примјећују током дана. Често користе пукотине камена или јазбине које су ископале друге животиње. Индијска пустињска мачка је углавном ноћна, али се може срести и дању. Често спава и гнијезди се у каменим јазбинама или јазбинама које су ископале друге животиње. Индијска пустињска мачка је територијална усамљеница која, као и већина усамљених мачака, вреба плијен прије брзог напада. Индијска пустињска мачка лови на земљи, иако је добар пењач.

### Исхрана
Глодари и двозупци чине главни дои широког спектра плијена индијске пустињске мачке. Храна се у великој мјери разликује од региона до региона: у дјеловима Кине, глодари као што су скочимиш, гербил и вјеверице чине 60–70% исхране, док је у студији у Синђангу, јаркандски зец (Lepus yarkandensis) чинио 74% плијена индијске пустињске мачке. Повремено, индијска пустињска мачка вреба птице, гмизавце, водоземце и инсекте. Поред тога, може јести стрвину и малу стоку.

### Размножавање
Дужина и вријеме сезоне парења варира у различитим дијеловима региона који насељава индијска пустињска мачка. У Пакистану је примјећено да траје током цијеле године, док у средњој Азији пада између јануара и фебруара. Након 56 до 68 дана трудноће, женка обично рађа два до четири младунца, понекад и до осам младунаца. Најраније у три мјесеца старости, младунци почињу да прате своју мајку, а мајка учи младунце да лове.
Индијска пустињска мачка достиже полну зрелост у доби од 9-12 мјесеци, али прво парење се вјероватно дешава у доби од 18-22 мјесеца. У заточеништву, индијска пустињска мачка може да живи 16 година.

### Паразити и инфестације
Дивља мачка је веома паразитирана хелминтима. Неке дивље мачке у Грузији носе врсте хелминта Taenia taeniaeformis, Diphyllobothrium мансони, Toxocaridae мистак, Capillaria (nematode) и Ancylostoma caninum. Дивље мачке у Азербејџану носе Хидатигера крепкогорски и Токоцара мистак. У Закавказју, већина дивљих мачака је заражена крпељем Ixodes ricinus. У неким љетима, дивље мачке су заражене бувама из рода Ceratophyllus, које вјероватно потичу од смеђих пацова.

## Пријетње
Женке азијских дивљих мачака често се паре са домаћим мужјацима, а хибридно потомство се често налази у близини села у којима живе дивље женке. Можда нема много генетски чистих популација. Укрштање је пријављено из Централне Азије, Пакистана и Индије.
Лов на пустињске мачке је забрањен у већини њеног станишта, међутим, криволов је пријетња врсти. У другој половини 19. вијека, индијска пустињска мачка је била широко ловљена због крзна, али данас је трговина крзном углавном локална. Међутим, индијска пустињска мачка је такође криволовна, ухваћена и отрована јер се сматра штеточином – може убити живину, на примјер. Замке и отрови за пацове подешени за друге врсте такође могу убити индијске пустињске мачке. У Индији, на пример, уништавање станишта представља значајну претњу пустињској мачки када се очисте подручја која се сматрају пустошима. Индијске пустињске мачке су ловљене на слободи у Авганистану; у 1977. години преко 1200 крзна произведених у различитим предметима су били изложени на базарима у Кабулу. Иако пустињска мачка може да преживи на пољопривредном земљишту, близина људи предиспонира је да се укршта са домаћом мачком.
Поред тога, дивље домаће мачке могу се такмичити са пустињским мачкама за храну и ширење болести.

## Очување
Могући угрожени статус скривања пустињске мачке је нејасан, а не постоје недавне процјене величине популације. 
Индијска пустињска мачка је укључена у Вашингтонски споразум о заштити врста (Прилог 2). Заштићен је у Туркменистану, Киргистану, Таџикистану, Монголији, Кини и Русији. У Авганистану је стављен на прву листу заштићених врста у земљи 2009. године, забрањујући сав лов и трговину унутар земље и предложен је као приоритетна врста за будуће студије. Вашингтонски споразум није посебно процјенио угрожени статус пустињске мачке, али је афричка дивља мачка као врста процјењена као одржива.

## Веза пустињске мачке са домаћим мачкама
Према подацима прикупљеним из зоолошких вртова, индијска пустињска мачка се лакше припитомљује од шумске мачке, али не тако лако као афричка дивља мачка (Felis lybica lybica) или пустињска мачка (Felis margarita). Раније се спекулисало да оријенталне домаће мачке могу бити потомци припитомљених пустињских мачака, а не афричке дивље мачке. То је оправдано, између осталог, чињеницом да су пјегаве мачке чешће у Индији него у Европи. Међутим, према ДНК студијама, све домаће мачке – и далекоисточне уличне мачке и сијамске оријенталне педигреске мачке – потичу од истог претка, афричке дивље мачке, која је припитомљена на Блиском истоку. Највише ДНК данашњих припитомљених мачака садржи трагове пустињске мачке.
Док су домаће мачке оставиле свој траг на ДНК средњеазијских пустињских мачака, било је мало ДНК пустињских мачака које се преносе на данашње домаће мачке. У прошлости, међутим, ствари су можда биле другачије, јер је митохондријска ДНК древних мачака са неких археолошких налазишта потекла од пустињске мачке. Ови објекти се налазе у луци Беренике у Египту, на обали Црвеног мора (датум објекта први вијек или 100-их), као и на обали Турске (датира 500-их или 600-их). Очигледно, мачке су путовале са људима између Медитерана и Јужне Азије, било дуж Пута свиле или морем кроз Црвено и Индијско море. Тако су мачке мигрирале и на запад и на исток, а домаће мачке су се могле размножавати са дивљим пустињским мачкама у Пакистану и Индији. Очигледно , ове припитомљене мачке, узгајане са пустињским мачкама, никада нису завршиле у Европи и стога нису оставиле значајан траг на данашњим педигреским мачкама.